# Kazushige Nojima
Kazushige Nojima (jap. 野島 一成, Nojima Kazushige, * 20. Januar 1964 in Sapporo, Japan) ist ein japanischer Szenario-Schreiber für Videospiele und der Gründer von Stellavista Ltd. Nojima schrieb auch den ursprünglichen Text von Liberi Fatali für Final Fantasy VIII und Suteki DA Ne und die Hymn of Fayth für Final Fantasy X. Nojima arbeitete bis Oktober 2003 für Square Enix. Er schrieb zudem das Drehbuch zu dem im Jahr 2005 erschienenen Computeranimationsfilm Final Fantasy VII: Advent Children. Zusammen mit Masahiro Sakurai entwarf er die Handlung für das Wii-Spiel Super Smash Bros. Brawl.

## Titel als Mitarbeiter von Square Enix
- Final Fantasy X-2 (2003; als Szenario-Schreiber)
- Kingdom Hearts (2002; als Szenario-Schreiber)
- Final Fantasy X
- Final Fantasy VIII (1999)
- Final Fantasy VII (1997)
- Bahamut Lagoon (1996)

## Stellavista
- Crisis Core: Final Fantasy VII (als Szenario-Schreiber)
- Kingdom Hearts II (2005)
- Final Fantasy VII: Advent Children (2005; als Drehbuchautor)
- Kingdom Hearts: Chain of Memories (2004)
- Before Crisis – Final Fantasy VII (2004; als Szenario-Supervisor)
- Final Fantasy XIII